# 埃里克·布吕格曼

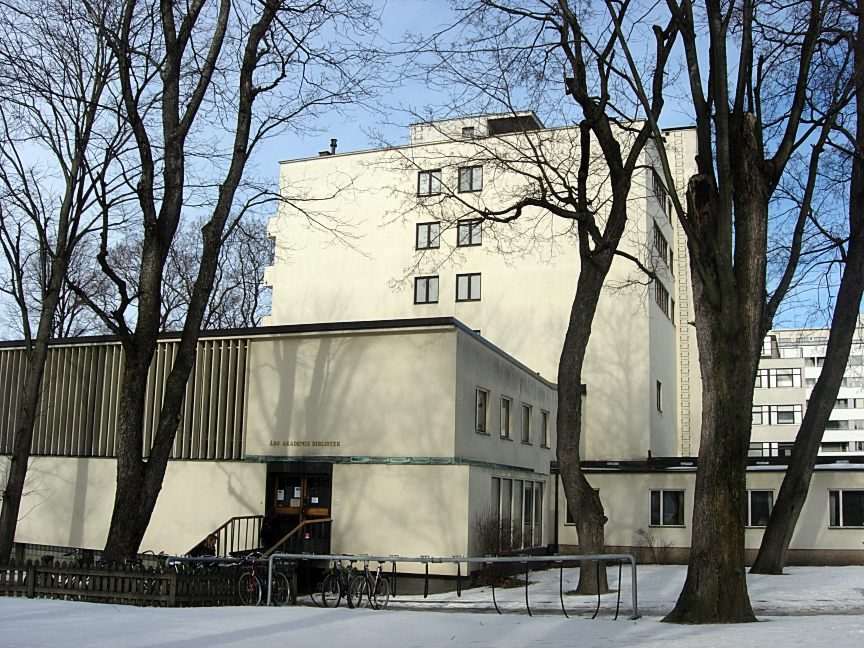
奥布学术大学图书馆，位于芬兰图尔库。

埃里克·布吕格曼（瑞典語：Erik Bryggman，1891年2月7日生于图尔库 – 1955年12月21日去世于图尔库），是一位芬兰建筑师。他曾就读于赫尔辛基理工大学（现称阿尔托大学理工学院），并于1916年完成学业。他于1920年到意大利旅行，在那里，他感到深受启发的不是经典的古典主義建築或巴洛克建筑，而是当地的乡土建筑。他先后在赫尔辛基的几家建筑师事务所工作，如：Sigurd Frosterus，Armas Lindgren 和 Valter Jung，后于1923年在图尔库开设自己的事务所。

## 职业生涯
布吕格曼在20世纪20年代初期因其设计的一系列北欧古典主义风格的住宅而在芬兰受到重视。从1927年起，他开始和建筑师阿尔瓦·阿尔托合作， 两人一起成为现代主义建筑在芬兰的先锋人物。他们最广为人知的合作项目是1929年图尔库展览会的建筑设计。常有人说，图尔库这个展览会的建筑设计先于以纯现代主义风格大放异彩的1930年斯德哥尔摩博览会；然而，事实上，图尔库展览会的规模要小得多，而且，阿尔托和布吕格曼所在的图尔库离瑞典的斯德哥尔摩并是不太远，在斯德哥尔摩博览会（主要建筑师是贡纳尔·阿斯普隆德和西古德·莱韦伦茨）的规划和建造期间，他俩曾专程前往考察并吸取灵感。这两个博览会的建筑设计突出结构、地形及“户外家具”，正如历史学家指出，两者都受到了俄罗斯结构主义建筑的影响的影响。阿尔托于1935年移居赫尔辛基，此后布吕格曼留在图尔库独立经营自己的事务所，不过他始终没有达到阿尔托那样高的名声。
他最著名的两项独立设计，一个是位于图尔库的奥布学术大学图书馆扩建（1935年），这个设计有着更为严格的功能主义风格；另一个是位于图尔库的复活小教堂（The Resurrection Chapel，1941），这个建筑代表着布吕格曼的建筑手法的成熟，它向着有机的形式转变，并与周围环境形成对话。复活小教堂位于图尔库市立公墓，是芬兰最著名的教堂建筑之一。
布吕格曼还负责了中世纪教堂圖爾庫主教座堂的修复工程，以及1927年的图尔库伯特利教堂的翻新工程。